# Melittia
Melittia är ett släkte av fjärilar. Melittia ingår i familjen glasvingar.

## Bildgalleri

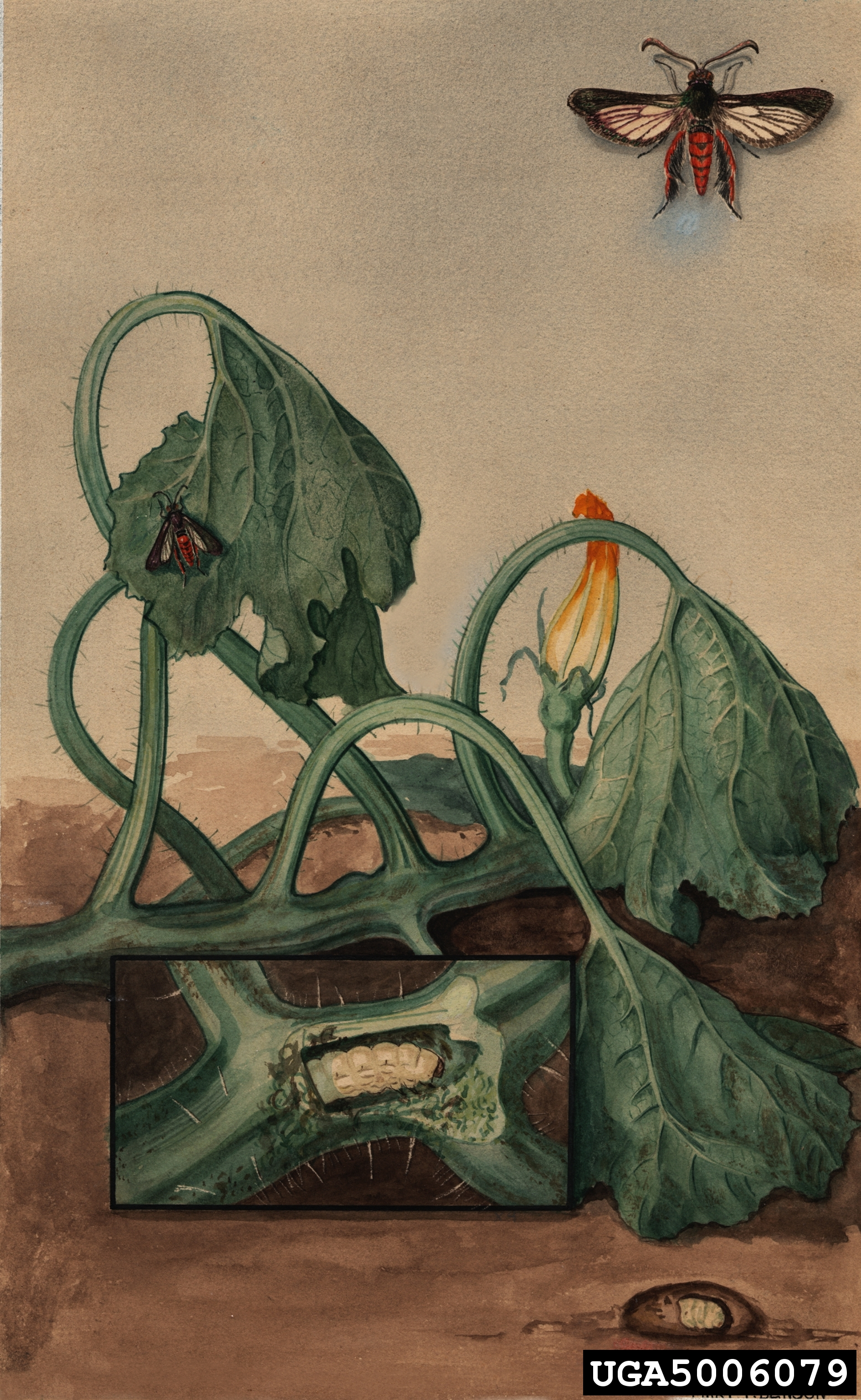

## Dottertaxa tillMelittia, i alfabetisk ordning[1]
- Melittia abyssiniensis
- Melittia acosmetes
- Melittia aenescens
- Melittia aethiopica
- Melittia ambigua
- Melittia amblyphaea
- Melittia amboinensis
- Melittia amoena
- Melittia anthedoniformis
- Melittia arcangelii
- Melittia arrecta
- Melittia asiatica
- Melittia astarte
- Melittia aureosquamata
- Melittia auriplumia
- Melittia aurociliata
- Melittia azrael
- Melittia barnesi
- Melittia batchiana
- Melittia beckeri
- Melittia bergii
- Melittia binghami
- Melittia bombyliformis
- Melittia bombylipennis
- Melittia boulleti
- Melittia brabanti
- Melittia brevicornis
- Melittia burmana
- Melittia butleri
- Melittia calabaza
- Melittia callosoma
- Melittia celebica
- Melittia ceto
- Melittia chalciformis
- Melittia chalconota
- Melittia chalybescens
- Melittia chimana
- Melittia chlorophila
- Melittia chrysescens
- Melittia chrysobapta
- Melittia chrysogaster
- Melittia congoana
- Melittia congruens
- Melittia cucurbitae
- Melittia cyaneifera
- Melittia dangeloi
- Melittia dichroipus
- Melittia distincta
- Melittia doddi
- Melittia dolens
- Melittia dorsatiformis
- Melittia ectothyris
- Melittia elaea
- Melittia endoxantha
- Melittia erythrina
- Melittia eurytion
- Melittia flaviventris
- Melittia formosana
- Melittia funebris
- Melittia funesta
- Melittia gigantea
- Melittia gloriosa
- Melittia grande
- Melittia grandis
- Melittia haematopis
- Melittia hampsoni
- Melittia hermosa
- Melittia hervei
- Melittia hirtipes
- Melittia houlberti
- Melittia humerosa
- Melittia hyaloxantha
- Melittia ignidiscata
- Melittia imperator
- Melittia indica
- Melittia inouei
- Melittia iridisquama
- Melittia japona
- Melittia javana
- Melittia josepha
- Melittia khmer
- Melittia kuluana
- Melittia laboissierei
- Melittia lagopus
- Melittia lanireniis
- Melittia latimargo
- Melittia lentistriata
- Melittia leucogaster
- Melittia lindseyi
- Melittia louisa
- Melittia madureae
- Melittia magnifica
- Melittia marangana
- Melittia meeki
- Melittia microfenestrata
- Melittia moluccaensis
- Melittia natalensis
- Melittia nepcha
- Melittia newara
- Melittia nipponica
- Melittia notabilis
- Melittia oberthuri
- Melittia occidentalis
- Melittia oedipoides
- Melittia oedipus
- Melittia pauper
- Melittia pellecta
- Melittia phorcus
- Melittia pomponia
- Melittia powelli
- Melittia proserpina
- Melittia proxima
- Melittia pulchripes
- Melittia pyropis
- Melittia reducta
- Melittia riograndensis
- Melittia rufodorsa
- Melittia rugia
- Melittia rutilipes
- Melittia sangaica
- Melittia satyriniformis
- Melittia scoliiformis
- Melittia siamica
- Melittia smithi
- Melittia snowii
- Melittia staudingeri
- Melittia strigipennis
- Melittia sulphureopyga
- Melittia sumatrana
- Melittia superba
- Melittia tabanus
- Melittia thaumasia
- Melittia thoracalis
- Melittia tigripes
- Melittia umbrosa
- Melittia ursipes
- Melittia usambara
- Melittia victrix
- Melittia viridisquama
- Melittia volatilis
- Melittia xanthodes
- Melittia xanthogaster
- Melittia xanthopus